# Фторсульфоновая кислота
Фторсульфо́новая кислота́ — неорганическая серосодержащая кислота, формула HSO3F. Может рассматриваться как монофторангидрид серной кислоты.

## Свойства
Медленно гидролизуется водой, превращаясь в смесь серной кислоты и фтороводорода. Безводная не действует на стекло. Энергично реагирует с органическими веществами. Растворяет многие фториды металлов (например, фторид серебра(I)). На воздухе «дымит», выделяя крайне токсичные пары плавиковой кислоты (раствора фтороводорода в сконденсировавшихся каплях воды) из-за гидролиза влагой воздуха.
Очень сильная кислота. Относится к сверхкислотам. Функция кислотности у чистой кислоты равна −15,07. Добавление к фторсульфоновой кислоте 7 % пентафторида сурьмы понижает функцию кислотности H0 (то есть усиливает кислотность) до −19,4.